# Nick Zoricic
Nikola "Nik" Zoricic (Sarajevo, Yugoslavia, 19 de fevereiro de 1983 - Grindelwald, 10 de março de 2012) foi um esquiador de esqui cross canadense morto em um grave acidente na Copa do Mundo em Grindelwald, Suíça.